# Chrysomela cuprea
Chrysomela cuprea är en skalbaggsart som beskrevs av Fabricius 1775. Chrysomela cuprea ingår i släktet Chrysomela, och familjen bladbaggar. Enligt den finländska rödlistan är arten nära hotad i Finland. Arten är reproducerande i Sverige. Artens livsmiljö är sjö- och älvstränder.